# سیارک ۶۱۱۱
سیارک ۶۱۱۱ (به انگلیسی: 6111 Davemckay، نامگذاری:1979SP13) شش هزار و صد و یازدهمین سیارک کشف شده‌است که در ۲۰ سپتامبر ۱۹۷۹ کشف شد.
قدر مطلق سیارک برابر ۳۵.۴ است.